# Es gibt viel zu tun. Packen wir’s an.
Es gibt viel zu tun. Packen wir's an. war eine Werbeaktion des Mineralölkonzerns Esso Deutschland in den 1970er- und 1980er-Jahren. Dieser Werbeslogan fand über das Fernsehen weite Verbreitung.

## Inhalt
Im Zuge der Ölkrise von 1973 rückten Energieeinsparung und Erdölgewinnung an unwirtlichen Orten in den Mittelpunkt. Die Esso hielt eine ernsthaftere Aufmachung für sinnvoll. Die Texte wurden von dem Synchronsprecher Heinz Petruo gesprochen. Die Musik stammt von Günter Platzek („Steel Sound“).

## Trivia
Als Parodie zu dem neuen Slogan entstanden bald Varianten wie:

„Es gibt viel zu tun. Lassen wir's sein!“

oder

„Es gibt viel zu tun. Fangt schon mal an!“